# Passage Lemoine
Le passage Lemoine est une voie du 2e arrondissement de Paris, en France.

## Situation et accès

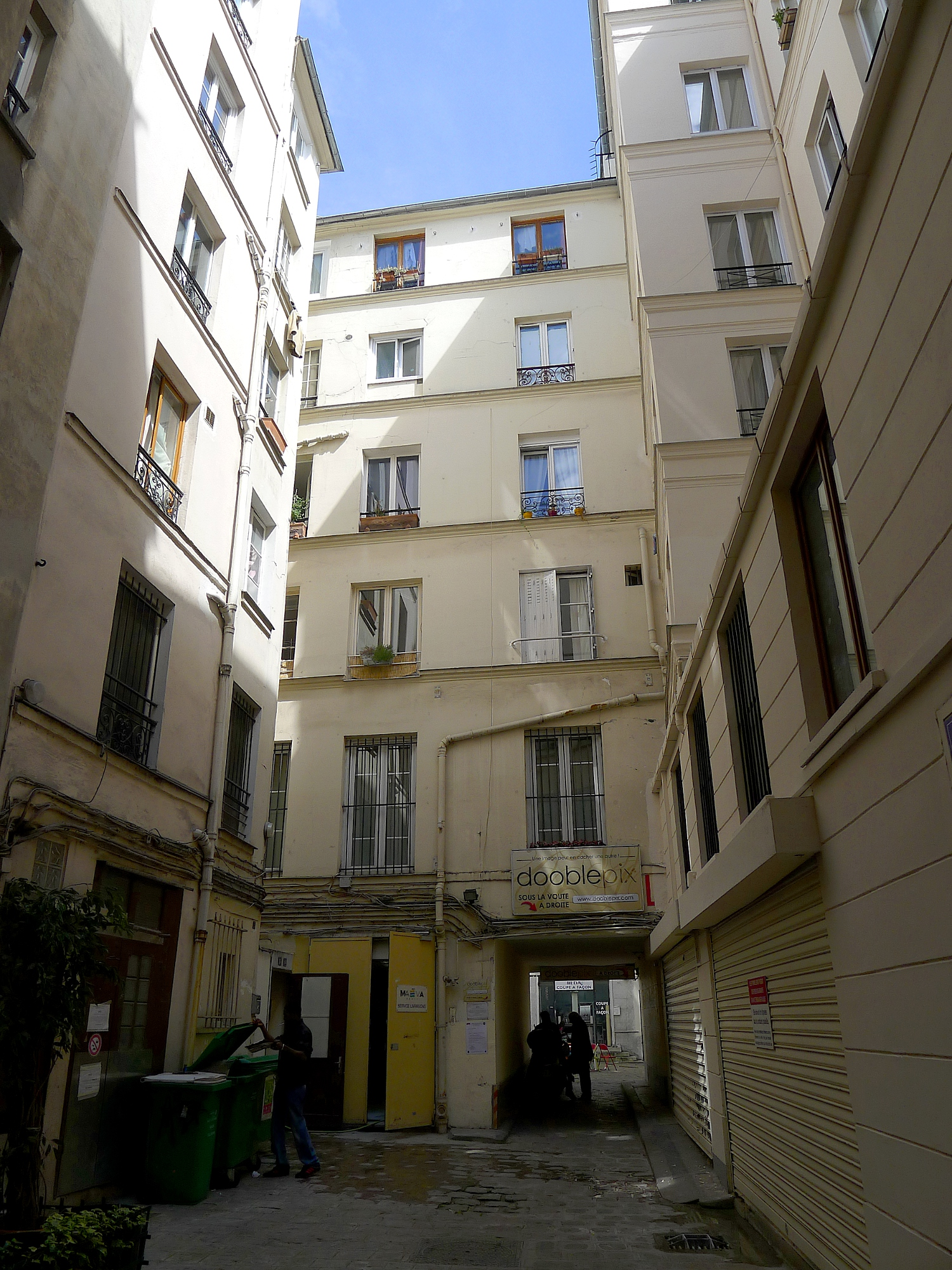
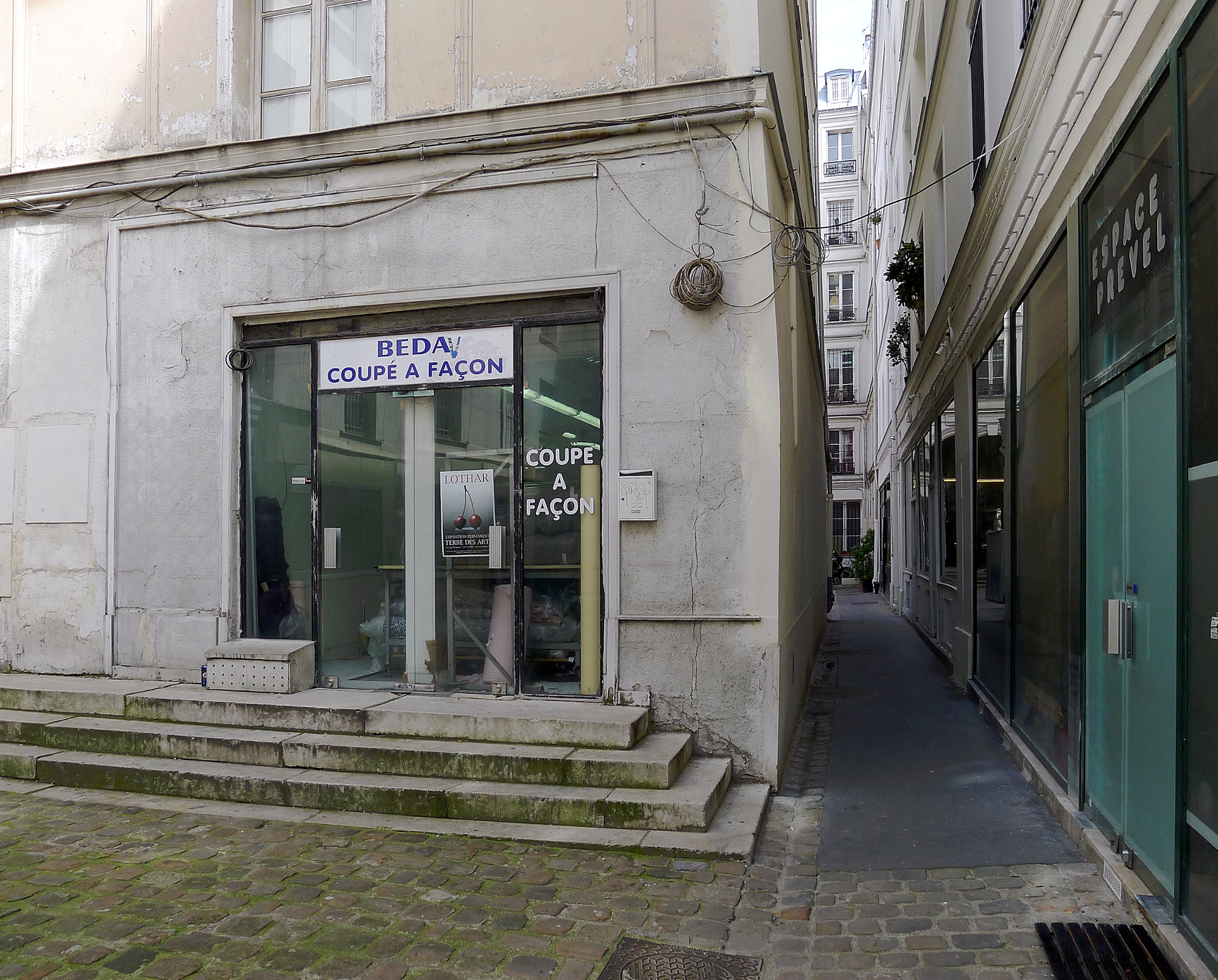

Le passage Lemoine est orienté globalement est-ouest, dans le 2e arrondissement de Paris. Long de 104 m, il relie la rue Saint-Denis au boulevard de Sébastopol. Il traverse l'îlot urbain en reliant par un long couloir deux petites places situées au milieu des immeubles.

## Origine du nom
Elle tient son nom du propriétaire des terrains, M. Lemoine.

## Historique
La voie s'appelle à l'origine la « rue du Houssaie » en référence à Étienne Houssaie. Elle prit ensuite le nom de « rue de la Longue-Allée », du nom de la propriété achetée par Étienne Houssaie dans cette rue. Elle prit ensuite son nom actuel.
Le passage donnait à l'origine sur le passage de la Longue-Allée qui reliait la rue du Ponceau à la rue Neuve-Saint-Denis (actuellement rue Blondel),. Lors du percement du boulevard de Sébastopol, le passage de la Longue-Allée et la section de la rue du Ponceau ont été supprimés et le passage Lemoine a été réduit à l'est.

## Pour approfondir